# En-sipa-zi-anna
En-sipad-zid-ana de Larak fue el sexto rey predinástico de Sumer (antes de ca. 2900 a. C.), según la Lista Real Sumeria.